# Погружной блендер

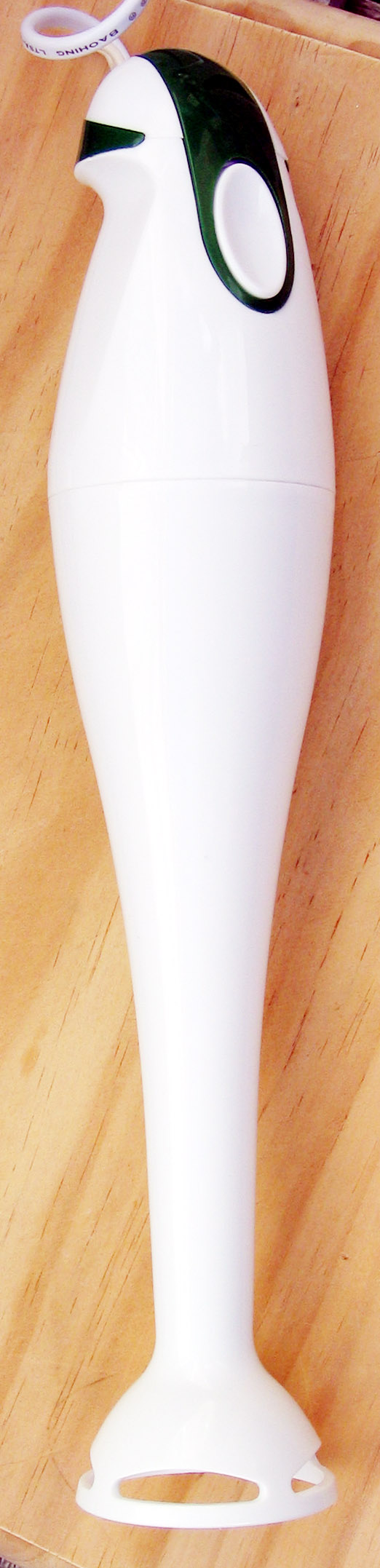
Универсальный погружной блендер

Погружной блендер, также ручной блендер — кухонный измельчитель, используемый для смешивания ингредиентов или пюре в контейнере, в котором они готовятся. Был изобретён швейцарцем Роджером Перриньяке, который запатентовал эту идею 6 марта 1950 года. Он назвал новый прибор Bamix (словостяжение французских слов «batere et mixe» — «взбивать и мешать»). Используется для приготовления супов, пюре и соусов.

## Описание

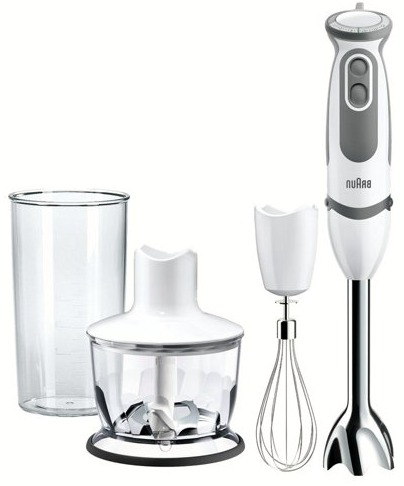
Вариант ручного блендера со сменными насадками (слева направо): стакан для блендерной насадки, насадка-мясорубка, насадка-венчик, блендерная насадка (прикреплена к блендеру)

Погружной блендер содержит электромотор, приводящий в движение вращающиеся режущие лезвия на конце вала, который может быть погружен в смешиваемую пищу, находящийся внутри корпуса, который можно держать в руках. Некоторые из них можно использовать в то время, когда кастрюля стоит на плите. Погружные блендеры отличаются от настольных (стационарных) блендеров и кухонных комбайнов, которые требуют, чтобы пища для обработки помещалась в специальную ёмкость. Отличие от миксера состоит в том, что последний смешивает, но не измельчает. Отличие от соковыжималки в том, что она удерживает волокна ингредиентов в центробежной корзине, отделяя их от жидкой части.
Модели для бытового и мелкого коммерческого использования обычно имеют длину погружного вала около 16 сантиметров, но коммерческие модели для тяжёлых условий эксплуатации могут иметь вал до 53 сантиметров и более. Бытовые модели могут быть проводными или беспроводными. Номинальная мощность мотора варьируется от 120 Вт до более 600 Вт у моделей с высокой нагрузкой. Могут иметь до 15 скоростей. Бытовые модели могут выпускаться с чашей и другими аксессуарами. Погружные блендеры следует использовать с осторожностью, чтобы не повредить какие-либо части тела, например пальцы.